# Bukovac (Brčko)
Pour les articles homonymes, voir Bukovac.
Bukovac (en serbe cyrillique : Буковац) est un village de Bosnie-Herzégovine. Il est situé dans le district de Brčko. Selon les premiers résultats du recensement de 2013, il compte 112 habitants.

## Géographie
Le village est situé au bord de la rivière Bukovac, un affluent de la Tinja.

## Démographie

### Évolution historique de la population dans la localité
| 1948 | 1953 | 1961 | 1971 | 1981 | 1991 | 2013 |
| ---- | ---- | ---- | ---- | ---- | ---- | ---- |
| -    | -    | -    | 276  | 435  | 364  | 112  |

|  |